# レクサス・HS
HS（エイチエス、Lexus HS）は、トヨタ自動車が展開する高級車ブランド「レクサス」が販売していた4ドアセダン。トヨタ・アベンシスをベースにしており、レクサス初のハイブリッド専用車である。

## 概要
2009年（平成21年）に登場。レクサスとしてはSUVの「GX」以来の新車種であり、また同ブランドでは初となるハイブリッド専用車種である。また日本で販売されるレクサス車としては初のFF方式の4ドアセダンとなる。
海外ではアメリカのみで販売されていたが、販売不振により2012年1月をもってハワイ以外での販売は終了した。その後円高による輸出採算の悪化や、2011年にはより安価な「CT」の登場により販売不振が加速する結果となり、ハワイでの販売も2012年12月で終了したため、それ以降は完全な日本市場専用車種となった。
同じハイブリッドカーであるプリウスが2代目以降に採用したハッチバックの「トライアングルシルエット」ではなく、コンサバティブなノッチバックスタイルのセダンスタイルをとる。
ボディサイズは、DセグメントFRセダンである「IS」に近い大きさで、日本の大都市圏での取回しなどにも配慮したという。プラットフォームは、3代目プリウスやアベンシス、オーリスなどにも用いられている新MCプラットフォームを採用。リアサスペンションにはダブルウィッシュボーン式を採用した。
パワートレーンは、プリウスなどにも搭載される「リダクション機能付THS-II」を踏襲しており、143PS（105kW）・27.5kgf･m（270Nm）を発生する2JM型電気モーターやバッテリーも共通である。ガソリンエンジンはプリウスの1.8L（2ZR-FXE）から、2.4L（2AZ-FXE）へと変更され、パワフルで静粛性の高い走りと同時に、コンパクトカーの「ヴィッツ」をも凌ぐ23.0km/L（10・15モード）という低燃費を実現した。また、日本のレクサス車としては初の直列4気筒エンジン搭載車、かつレギュラーガソリン対応車となった。
エクステリアデザインは、レクサス共通のデザインテーマ「L-finesse」に基づき、空力性能（Cd値=0.27）を実現。のち2013年に、フロントマスクはIS Fからレクサスのテーマデザインとして採用されたスピンドルグリル（糸巻き台形のグリル）に変化。またLS600hやRX450hに続き、LEDヘッドライトを採用した。
インテリアデザインは、視認性と操作性を両立するために、計器類やカーナビゲーションのディスプレイはダッシュボード付近に集中して設置されている。そのため、操作デバイスには「リモートタッチ」が採用され、マウスのように手元で操作することができる。インテリアの一部にはエコプラスチックを採用するなどエコロジーに配慮されている。

### 年表
- 2009年（平成21年）
  - 1月 - 北米国際オートショーにて「HS250h」をワールドプレミア。Dセグメント車としては初のハイブリッド専用車種となった。
  - 7月14日 - 日本にて発表・発売。ラインアップは、2.4Lハイブリッドシステムを搭載する「HS250h」のみの設定。日本科学未来館にて報道発表会を開催。発売後1か月間で8,600台の受注を記録した。月間販売目標は500台と発表された。

プリウスをはじめとしたハイブリッドカーブームによりHSにも注文が殺到し、同年9月8日にはトヨタ自動車が「9月8日以降注文の納期が2010年4月中旬以降の工場出荷になり、エコカー補助金期間には間に合わない」とプリウス同様、異例の発表を行っている。
- 2010年（平成22年）2月8日 - ブレーキが一時的に利きにくくなる現象を受けて、プリウス（3代目）、プリウスPHV（初代）、SAI、HS250hがリコールの対象となった。
- 2011年（平成23年）10月6日 - 一部改良。サスペンションの仕様変更と車両接近警報装置を搭載、ボディカラーにマーキュリーグレーマイカを追加。

同時に、特別仕様車「Harmonious Leather Interior」を発売。ベースのHS250hに本革シート（ブラック+キャメルイエローアクセント、またはアイボリー+サドルタンアクセント）などの特別装備と、専用色としてスターライトブラックガラスフレークを設定。
- 2012年（平成24年）5月17日 - アメリカの自動車メディア「Inside Line」が、同日付の記事でHSの北米向けの販売終了を報じた。

Inside Lineの問い合わせに対してトヨタは「HS250hの生産は2012年1月で終了した」と回答している。また、同年にモデルチェンジされた「ES（6代目モデル）」にハイブリッド仕様のES300hが設定されるが、同車については「HS250hを置き換えるものではない」としている。なお、アメリカにおけるHSの販売は不振を極めており、2011年の販売は前年の10,663台から73%減少し、わずか2,864台に留まっていた。

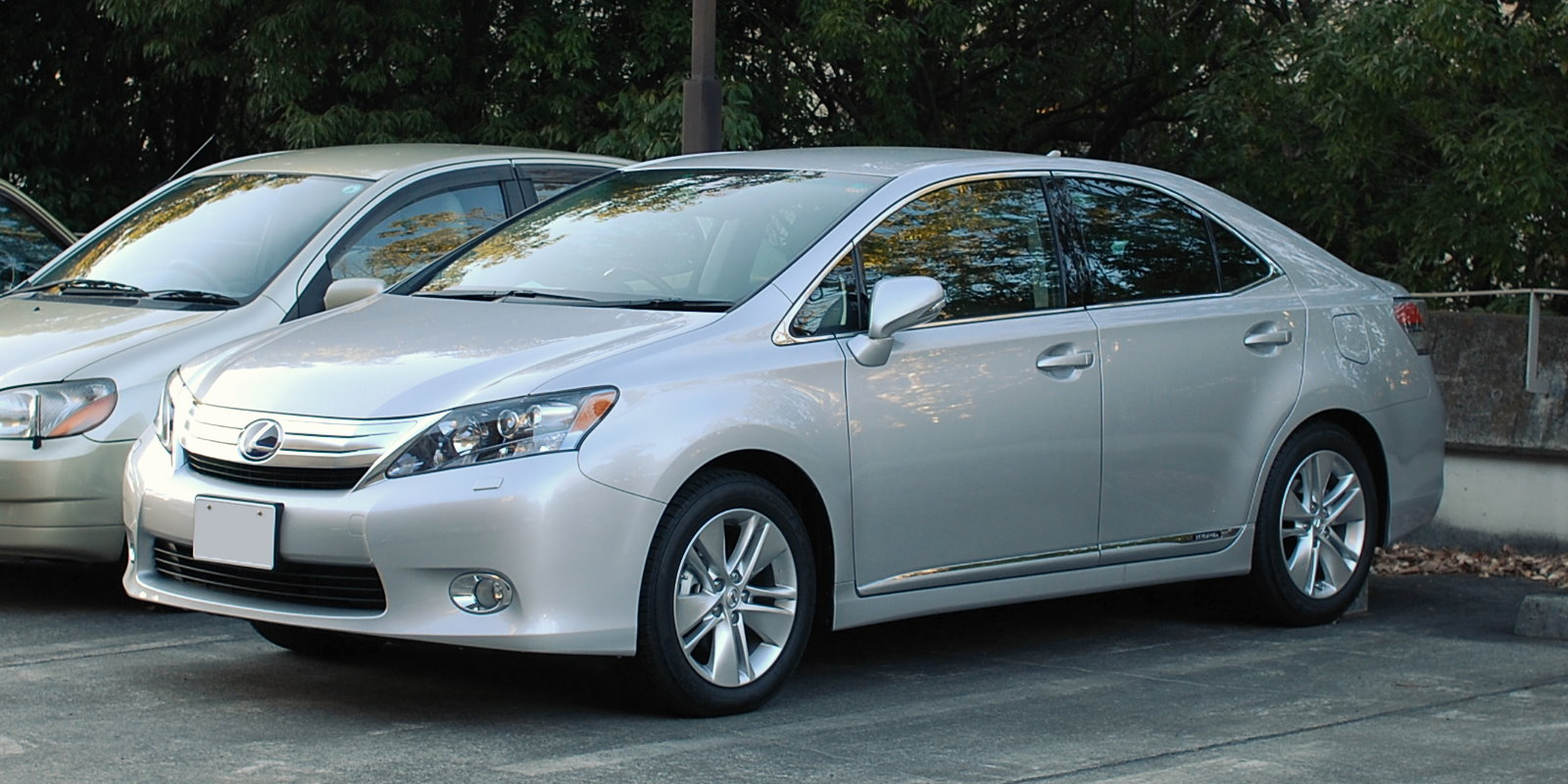
前期型 フロント
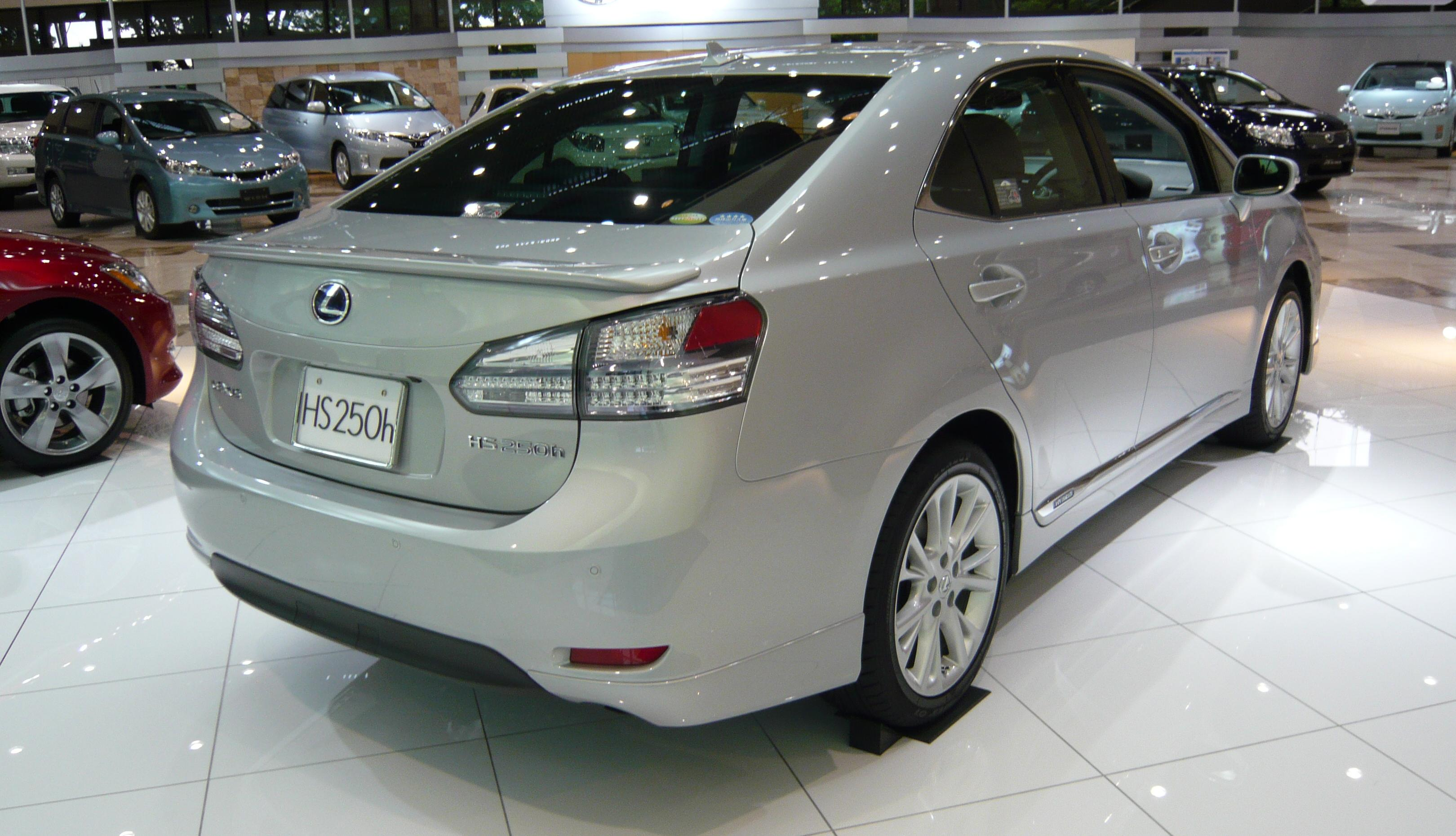
前期型 リア
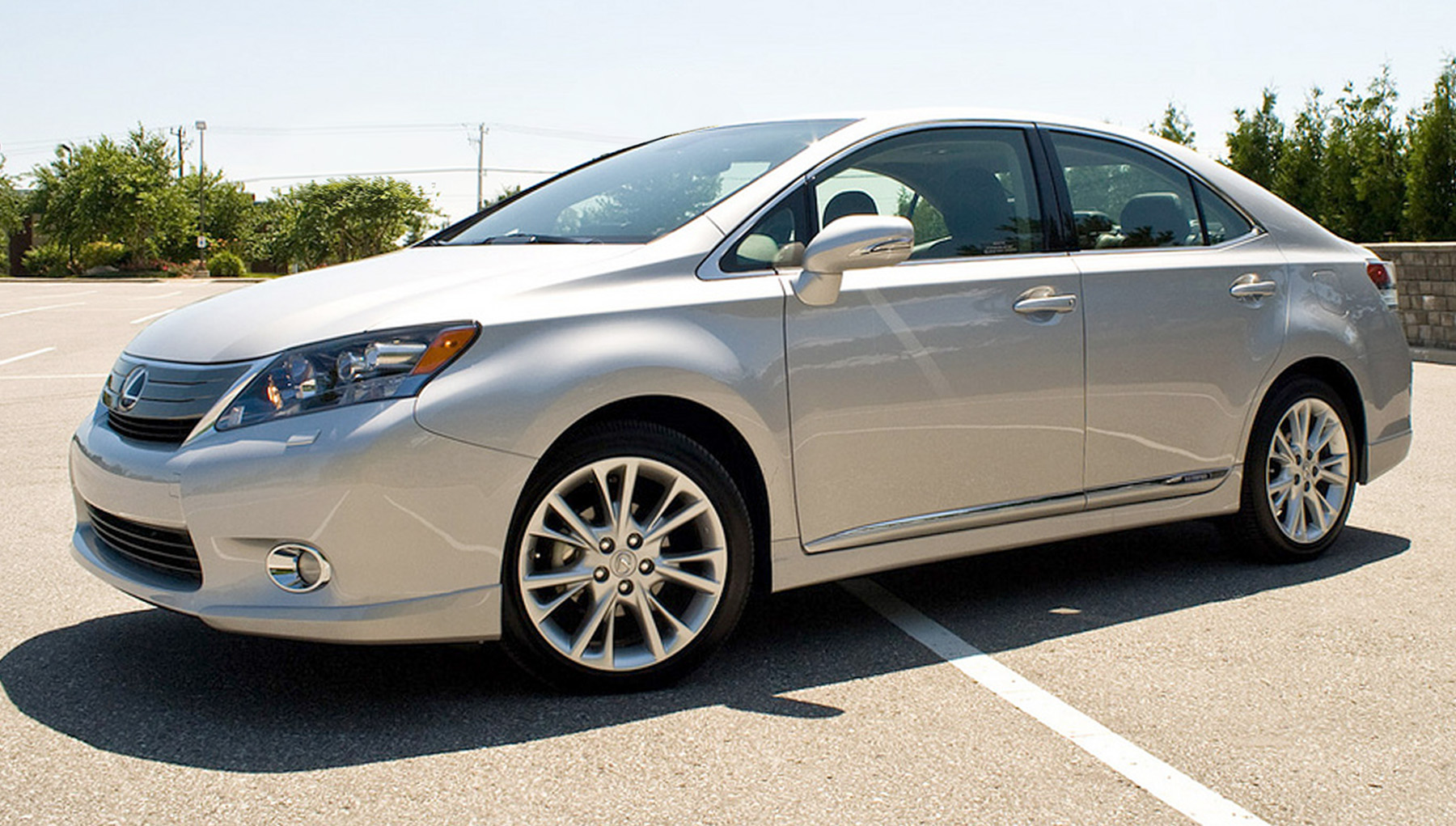
前期型 北米仕様
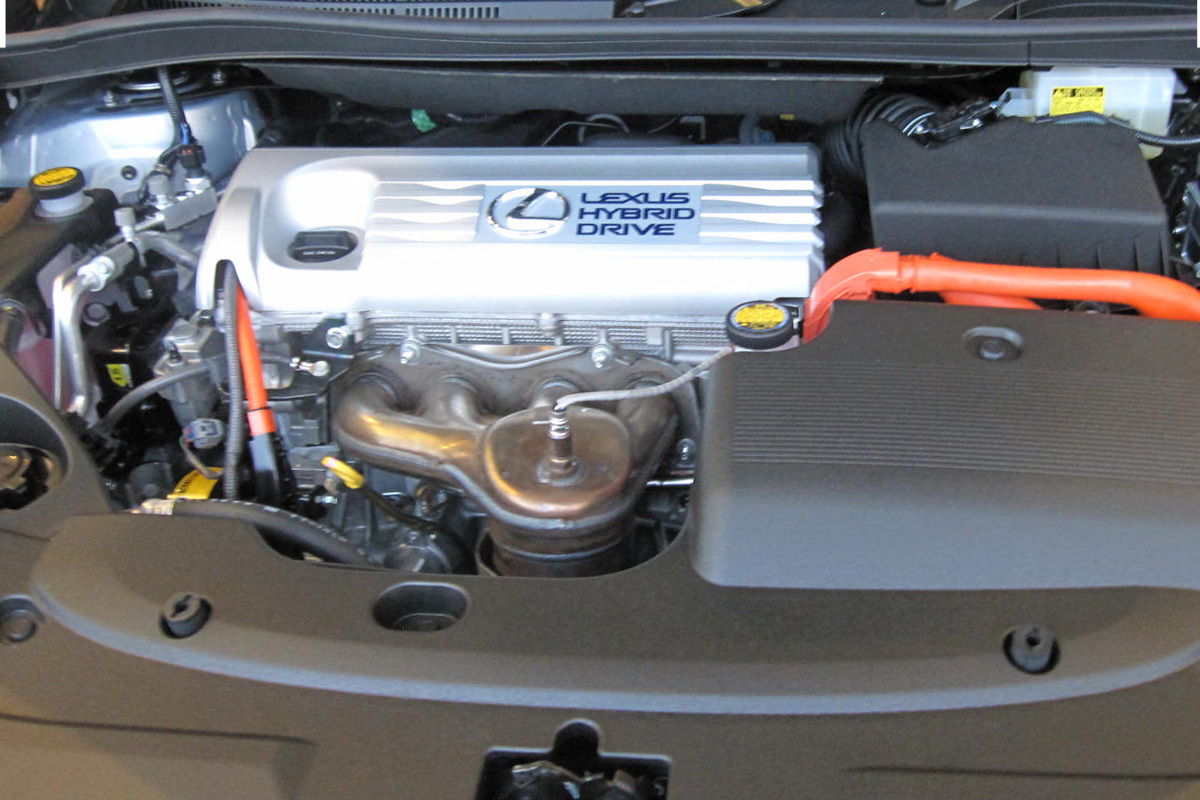
ハイブリッドユニット

- 2013年（平成25年）
  - 1月24日 - マイナーチェンジを実施[3][4]。
エクステリアは、レクサスの新たな共通デザイン「スピンドルグリル」やL字型のLEDフォグランプを採用、車高を10mm低下させることによって低重心化。後期車は日本国内専用車となったため、アメリカ合衆国の法規で求められるオレンジサイドリフレクターは廃止、ホワイトリフレクターとなった。
インテリアは「version L」・「version I」において、インテリアカラーに「エクリュ」、「ブラック&ガーネット」などを新採用し、オーナメントパネルに環境負荷を抑制する「天然素材バンブー」や「縞杢（しまもく）」を設定。装備面ではフロントドアに紫外線を99%カットし、赤外線を遮断する「撥水機能付スーパーUV・IRカットガラス」を採用したほか、イオン発生数を従来比20倍に高めたプラズマクラスター（高濃度タイプ）エアコンを標準仕様を除く全タイプに搭載。センターコンソールのUSB/AUX入力端子脇にスマートフォン用の小物入れを追加。
ハイブリッドユニットについては、2011年に発売されたトヨタ「カムリ」に新採用された燃費性能のより高い2AR-FXE型エンジンの搭載は見送られ、前期型からのキャリーオーバーとなったが、システムの制御の見直しや充電効率の改良により燃費を向上させている（JC08モード燃費で20.6km/L）。
走行面では吸・遮音材の追加や材質変更により静粛性を高め、スポット溶接打点の追加によりボディ剛性を強化。車体の前後に微振動や撓みを吸収する「パフォーマンスダンパー」を追加し操舵性や走行安定性と乗り心地を改善。ドライブモードセレクトに「SPORT MODE」を追加し加速性能と電動パワーステアリングの特性を改善した。環境性能では植物由来のエコプラスチックの採用範囲をルーフトリムやピラーガーニッシュの内装表皮などに拡大。
  - 6月5日 - 平成21年6月から10月までの製造車で、電子制御ブレーキシステムにおいて、アキュームレータ（蓄圧器）の強度検討が不足しており制動力が低下する恐れがある為、トヨタ・プリウス ZVW30同様にリコール対象となった[5]。
- 2014年（平成26年）
  - 5月15日 - 一部改良。災害時などに非常用電源として利用できるアクセサリーコンセント（AC100V・1500W/センターコンソール後部・ラゲージルーム内）をメーカーオプション設定に追加。
同時に特別仕様車「Harmonious Leather Interior II」を発表。今回はベース車が「version C」となり、バイオレットの専用シートステッチを配した専用本革シート表皮（バイオレットパーフォレーション）、バーズアイメイプルとホワイトゴールドの専用本木目と本革を組み合わせたステアリング（本革パッド・ステッチ・ステアリングスイッチ付）、アッシュバールとホワイトゴールドの専用本木目のドアトリムスイッチベース+コンソールオーナメントパネル、ピアノブラック塗装のナビゲーション画面フレームとセンターレジスターを装備し、ブラックを基調にメローホワイトを配した専用インテリアを採用した。
ボディカラーは前回同様、特別色の「スターライトブラックガラスフレーク」が設定されるが、カラーバリエーションが前回の7色から4色増えて11色となった（一部改良並びに特別仕様車の発売は6月16日）[6]。
  - 9月18日 - 特別仕様車「Harmonious Leather Interior II」を一部改良（11月3日販売開始）[7]。
専用インテリアカラーにおいて、既存の「ブラック&メローホワイト」に加え、ツートーンのレッド系である「レッドスピネル」を追加設定。「レッドスピネル」設定時は専用本革シート表皮がインテリアカラー同色となるほか、専用カラーメーターフードにダークガーネット、専用シートステッチにエクリュをそれぞれ採用した。ボディカラーは入れ替えを行い、新たに色を表現する塗装膜を意匠と機能の2層構造し、意匠面を乾燥させて体積収縮することで光輝材（マイカ粒子）並びをきめ細かく整え、滑らかな質感と強い反射による陰影感を実現した独自の塗装技術「ソニック技術」を用いた「ソニッククォーツ」と「ソニックチタニウム」を追加した。

- 2015年（平成27年）8月27日 - 一部改良[8]。
ボディカラーに「ディープブルーマイカ」と「アンバークリスタルシャイン」を追加して10色展開にするとともに、全色に洗車などによる小さなすり傷を自己修復するクリア塗装「セルフリストアリングコート」を採用。また、約99%カットできる紫外線の波長の上限を380nmから400nmに変更した撥水機能付スーパーUV400・IRカットガラス（遮音タイプ/フロントドア）を採用。サスペンションはチューニングやステアリングギア比の変更を行うことで操舵時の車両応答性を高め、すぐれた操舵安定性を実現。ナビゲーションではmicroSDカードを採用することで情報更新のスピーディ化やパソコン・オーディオ機器で保存した音楽データの再生が可能な上、G-Linkの新機能である「エージェント」や「LEXUS Apps（レクサス アップス）」を搭載したSDナビゲーションシステムを全車に標準装備。その他、ドアミラーの形状を変更し、ライセンスランプに白色LEDを採用した。

- 2016年（平成28年）
  - 8月25日 - 一部改良[9]。
ボディカラーの入れ替えを行い、新たに「グラファイトブラックガラスフレーク」を追加。また、クリアランスソナーとワイドビューフロントモニターを標準設定し、G-Linkのサービスである「LEXUS Apps」や「マップオンデマンド」などで高速データ通信を可能にするLTE通信に対応。標準仕様はシート表皮をファブリックとL texのコンビシートに変更した。
  - 12月15日 - 特別仕様車「Harmonious Style Edition」を発表（2017年1月16日販売開始）[10]。
標準仕様をベースに、外観はフロントグリルにシルバーメッキ塗装を、リアガーニッシュにメッキをそれぞれ施し、内装は専用仕様のファブリック/L texシートを採用。内装色はブルーステッチを施したブラック&ブルーとアイボリーステッチを施したアイボリー&ベージュの2種類を用意。ボディカラーは5色が用意されるが、このうち3色は内装色の選択が可能、2色はどちらか一方の内装色のみの設定となる。装備面では、ミリ波レーダー方式のプリクラッシュセーフティ、ブレーキ制御付レーダークルーズコントロール、レインクリアリング機能・サイドターンランプ・ヒーターを備えたオート電動格納式ドアミラーを特別装備した。

- 2017年（平成29年）12月11日 - ホームページにて販売終了の告知がなされた。
- 2018年（平成30年）3月9日 - ホームページへの掲載を終了。販売も終了した。

## 姉妹車種
後にトヨタブランドから発売された「SAI」は、HSの姉妹車にあたり、プラットフォームは勿論のこと、ハイブリッドシステムや車体の基本骨格、フロントドアなどの部材に至るまで多くが共通設計であった。SAIは日本国内専売車種として車体サイズが僅かに縮小されているほか、吸音材の違いにより車重も軽く、静粛性の差異や内外装の製造基準など、全般にはLEXUS車たる「HS250h」の方が高品質であった。
ただSAIはトヨタブランドでありながら、LEXUS車と同一の製造ライン（トヨタ自動車九州宮田工場）で生産され、他のトヨタ車と比較しても、眼に見えない処にコストをかけた、付加価値の高い商品に仕上がっており、クラウンに比肩する静粛性と、それに準じた内装、装備品を備えていた。
このため、価格の近接していたHSのエントリーモデルとSAIの最上級車種（G-Aパッケージ）とでは、価格の相違、装備品の充実度などから選択肢としての議論があった。もっとも、SAIにしても車輌サイズ（見栄え）と価格帯が万人受けすることがなかったため、販売面では苦戦を強いられ、HSよりも早々に販売を終了することとなった。最終的にはかつてのプログレやブレビスでもそうであったように、日本国内における「小さな高級車」の難しさを証明するかのような結果となった。

## 車名の由来
- 車名「HS」は「Harmonious Sedan」の略で、「地球・人・上質」との調和（ハーモニー）を目指して開発されたことに由来している。